# 慧美
表慧美（韓語：표혜미，1991年4月3日—），韓國女歌手，曾为女子组合Nine Muses成员，队内職務為队长、主唱。同時也是Nine Muses所组成的四人子团“Nine Muses A”的成員。畢業於漢陽女子大學實用音樂系。

## 音乐作品
团体共同音乐作品请参考：

### OST
| #   | 資料                                                                      | 曲目                                                      |
| 1st | 《多样的儿媳 OST Part.1》 - 语言：韩语 - 发行日期：2017年6月5日           | 曲目 1. Love Holiday 2. Love Holiday(Inst.)               |
| 2nd | 《沒禮貌的英愛小姐16 OST Part.3》 - 语言：韩语 - 发行日期：2017年12月11日 | 曲目 1. 기억하고 있어요（记得） 2. 기억하고 있어요(Inst.) |

## 影视作品
团体共同影视作品请参考：

### 出演過的電視劇
| 年份   | 電視台        | 劇名            | 角色    | 備註               |
| 2010年 | SBS           | 檢察官公主      | 練習生  |                    |
| 2010年 | KBS2          | 嫁給我吧        | 練習生  | 第18，26，35，39集 |
| 2012年 | MBC           | Stand-by        | 女子2號 | 第31集             |
| 2012年 | tvN           | Roller Coaster2 | 慧美    | 第32，34集         |
| 2012年 | MBC Every1    | 無計劃家族2     | 慧美    | 第7集              |
| 2017年 | Naver TV Cast | 哥哥消失了      | 劉理愛  | 網絡劇             |

## 獎項
- 2009年CMB親親青少年歌謠節銀獎[5]
- 2009年CMB親親青少年歌謠節特別獎

## 外部連結
- 慧美的Instagram帳戶
- 慧美的X（前Twitter）
- 慧美的新浪微博
- 惠美 （页面存档备份，存于）的Youtube頻道